# Cot Batee Tamon
Cot Batee Tamon är en kulle i Indonesien.   Den ligger i provinsen Aceh, i den västra delen av landet, 1 900 km nordväst om huvudstaden Jakarta. Toppen på Cot Batee Tamon är 231 meter över havet. Cot Batee Tamon ligger på ön Pulau We.
Terrängen runt Cot Batee Tamon är kuperad åt sydväst, men österut är den platt. Havet är nära Cot Batee Tamon österut.  Närmaste större samhälle är Sabang, 5,9 km nordväst om Cot Batee Tamon. 